# Telecorporación Salvadoreña
Telecorporación Salvadoreña (TCS) es un conglomerado de medios de comunicación salvadoreña fundada en 1985 a partir de la unión de los canales 2, 4 y 6 bajo una misma sociedad legal por Boris Eserski.
Cuenta con más 3 instalaciones claves para el desarrollo de sus programas: Edificio de Operaciones (Edificio 2, 4 y 6, TCS operaciones, Foro 4 y Foro 5).

## Historia
En 1956, Boris Eserski funda el primer canal de televisión en El Salvador, en el canal 6 VHF de San Salvador. En 1961, Eserski crea la emisora de radio El Circuito YSR. El 30 de noviembre de 1965, Eserski encabeza el grupo de empresarios que fundan el canal 2 VHF de San Salvador. Un año después, en julio de 1966, firma un acuerdo para operar el canal 4. En noviembre de 1985, Eserski decide unir a los canales 2, 4 y 6 en un solo consorcio para facilitar su administración, que sería la Telecorporación Salvadoreña.
En 2003, TCS lanza el canal VTV, el cuarto canal de la empresa, el cual fue relanzado como TCS+ el 25 de septiembre de 2017. En julio de 2011, TCS lanzó transmisiones en el canal 31 en señal de prueba; la programación de la estación consistía de programas de Barça TV y Real Madrid TV, junto con vídeos musicales. El canal cesó emisiones analógicas en NTSC y fue lanzado en la TDT en la misma frecuencia, dentro del canal virtual 31.1, con programación de los archivos de TCS, como El número uno, la cobertura de la Elección Presidencial de 2014, la transmisión de la Copa Mundial de Fútbol Brasil 2014 y la pelea de boxeo de Mayweather vs Pacquiao.

## Divisiones

### Deportes
La Telecorporación Salvadoreña transmite, junto a Tigo Sports, la Primera División de Fútbol Profesional nacional. Posee los derechos de señal abierta para emitir los Juegos Olímpicos, partidos de la selección de fútbol de El Salvador y la Copa Mundial de Fútbol, los mundiales de fútbol Sub-20, Sub-17, Mundial Femenino (Mayor, Sub-20 y Sub-17), la Liga de Campeones de Europa, Copa América, Eurocopa, Copa Oro CONCACAF, Copa Mundial de Básquetbol, Juegos Panamericanos y TC 2000.

### Emisoras de radio
Estos son las emisoras de radio de la TCS, conformado por 2 radios.
| Logo | Nombre                                  | Programación | Fundación             | Emisoras |
| ---- | --------------------------------------- | --- | --------------------- | -------- |
|      | Radio Qué Buena Aquí suena la Qué Buena | Primera emisora, con música regional mexicana, Música salsa, Bachata y música regional colombiana (en su mayoría miniatura). | 1995                  | 88.9 FM  |
|      | Vox FM Tocamos tu mente                 | Segunda emisora, con programación dirigida al público juvenil.                                                               | 14 de octubre de 1996 | 94.5 FM  |

### Canales de TV
TCS tiene 4 canales de televisión, siendo transmitidas por el resto del país a través de las señales de la TDT.
| Logo | Nombre                                | Programación | Fundación                | Canales                                   |
| ---- | ------------------------------------- | --- | ------------------------ | ----------------------------------------- |
|      | Canal 6 (YSLA) Conéctate              | Cadena principal del conglomerado. Su programación es generalista, compuesta por películas, noticias, programas dirigidos al público femenino, telenovelas, programas de entretenimiento, música, variedades y programas especiales.               | 6 de abril de 1973       | Canal 6.1 (Digital) Canal 6 (Analógico)   |
|      | Canal 4 (YSU) Sintonízate             | Cadena de programación generalista. Emite programas deportivos. programas de comedia, noticieros, películas mexicanas, programas de entretenimiento de Las Estrellas de Televisa, y eventos deportivos (eventos de fútbol y mundiales de la FIFA). | 4 de diciembre de 1958   | Canal 4.1 (Digital) Canal 4 (Analógico)   |
|      | Canal 2 (YSR) Sonría, está con el Dos | Cadena de noticias, programas de entretenimiento, telenovelas y programas especiales de TelevisaUnivision, Caracol Televisión, Canal RCN y Telemundo.                                                                                              | 30 de noviembre de 1965  | Canal 2.1 (Digital) Canal 2 (Analógico)   |
|      | TCS+ (YSUT) ¡TCS+, te da más!         | Cadena de películas, caricaturas, series y ocasionalmente programas especiales. Se fundó en el 2003 como VTV | 25 de septiembre de 2017 | Canal 35.1 (Digital) Canal 35 (Analógico) |

### Noticieros
Estos son los noticieros de la Telecorporación Salvadoreña
| Canal de TV | Noticiero           | Fecha de estreno         |
| ----------- | ------------------- | ------------------------ |
| Canal 6     | El Noticiero        | 27 de abril de 1987      |
| Canal 4     | Noticias 4 Visión   | 27 de abril de 1992      |
| Canal 2     | Informativo Teledos | 2 de enero de 1995       |
| TCS+        | Noticias TCS+       | 25 de septiembre de 2017 |

### Internacional
A partir del 1 de junio de 2008, Telecorporación Salvadoreña firma una alianza internacional con DirecTV para lanzar la señal TCS Internacional, y desde el 1 de mayo de 2015, Centroamérica TV adquiere los derechos de transmisión de la programación de TCS. Los dos canales transmiten la programación de la corporación en Estados Unidos y Canadá.

### TCS Digital
TCS Digital es la división encargada de la realización de la página web, estrategias por internet, video bajo demanda y canales de televisión en vivo para las producciones de la empresa a través de TCS GO.  Antes de esto, la página web era llamado tcs246.com que duró desde 2000 hasta 2007, luego fue esmitv.com que duró hasta 2018 siendo reemplazado por tcsgo.com.

## Logotipos

1985-2002
Desde 2002
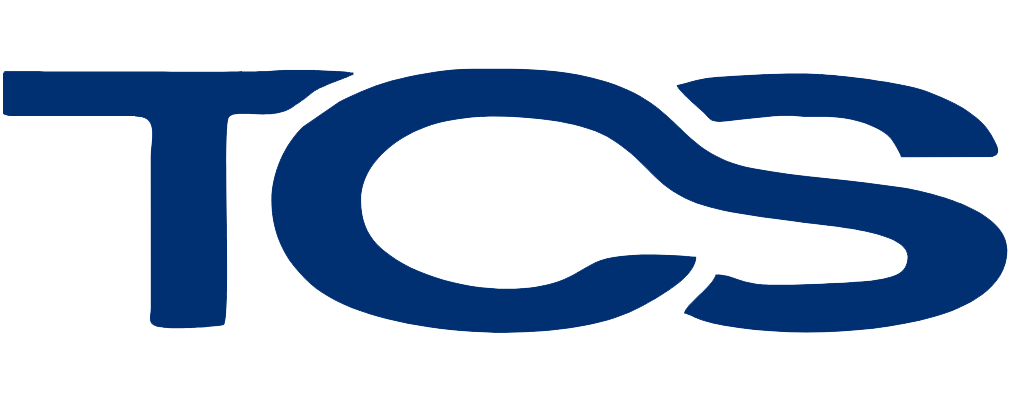
Desde 2002 (Sin el logotipo)